# Maison forte de la Serrée
La maison forte de la Serrée est une maison forte situé sur le territoire de la commune d'Ormes dans le département français de Saône-et-Loire et la région Bourgogne-Franche-Comté.

## Historique
Elle fait l'objet d'une inscription au titre des monuments historiques depuis le 7 juillet 2005.